# Redningsselskapet
Die Redningsselskapet (allgemein mit RS abgekürzt) ist die Seenotrettungsorganisation von Norwegen und zuständig für den Such- und Rettungsdienst (SAR) bei Seenotfällen entlang der norwegischen Atlantik-Küste sowie an den Seen Femunden und Mjøsa. Sie kommt bei 80 % aller Seenotfälle in Norwegen zum Einsatz. Ähnlich wie die deutsche DGzRS ist die Gesellschaft eine freiwillige humanitäre Vereinigung. Als Wohltätigkeitsorganisation erhält sie eine staatliche Unterstützung, die ca. 15 % ihrer Einnahmen ausmachen, für historisch übernommene Aufgaben des Staates. Seit ihrer Gründung konnte sie bisher (Stand 2018) über 6.400 Personen vor dem 'nassen' Tod bewahren.

## Aufgaben und Organisation

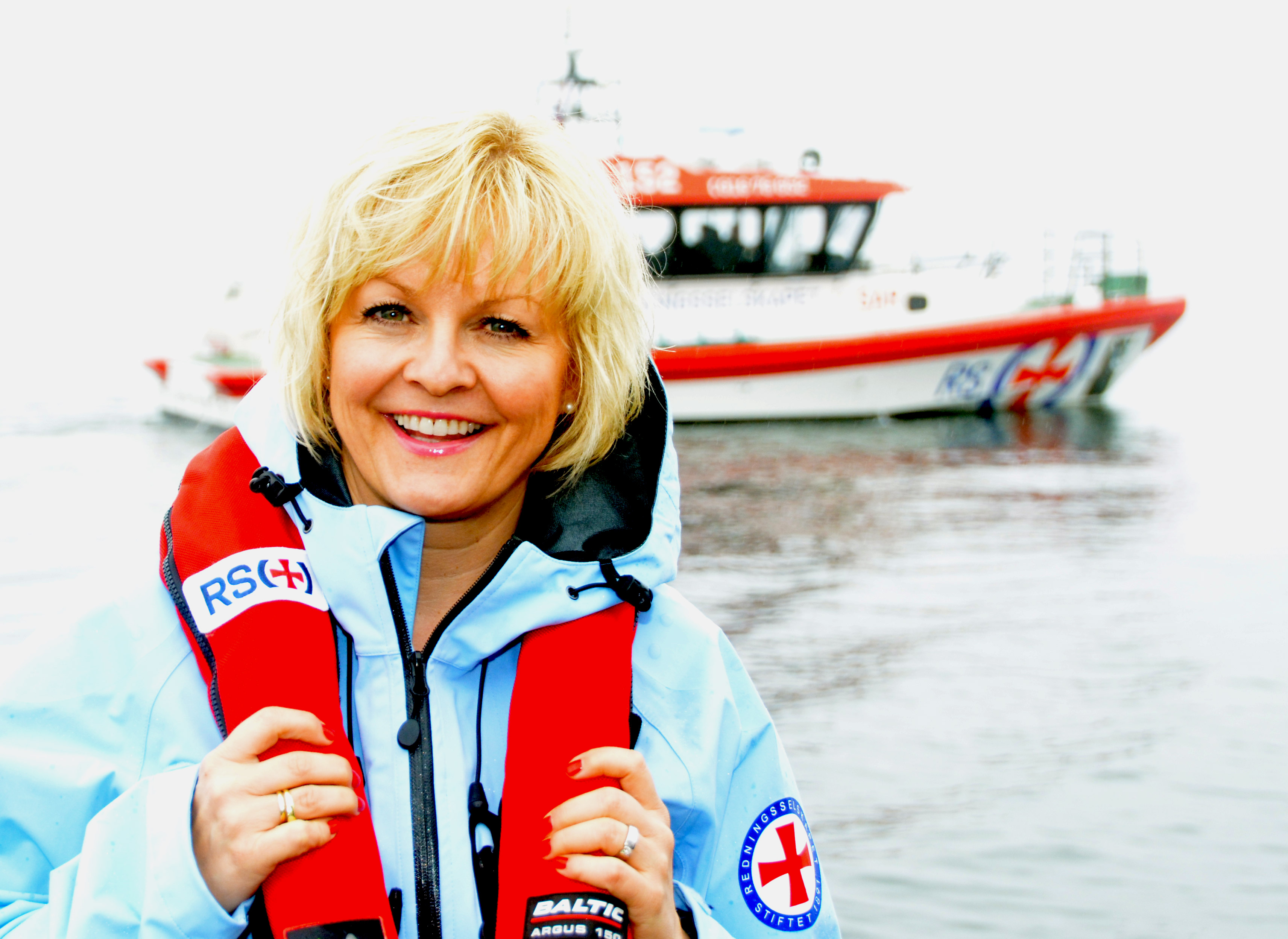
Generalsekretärin Rikke Lind

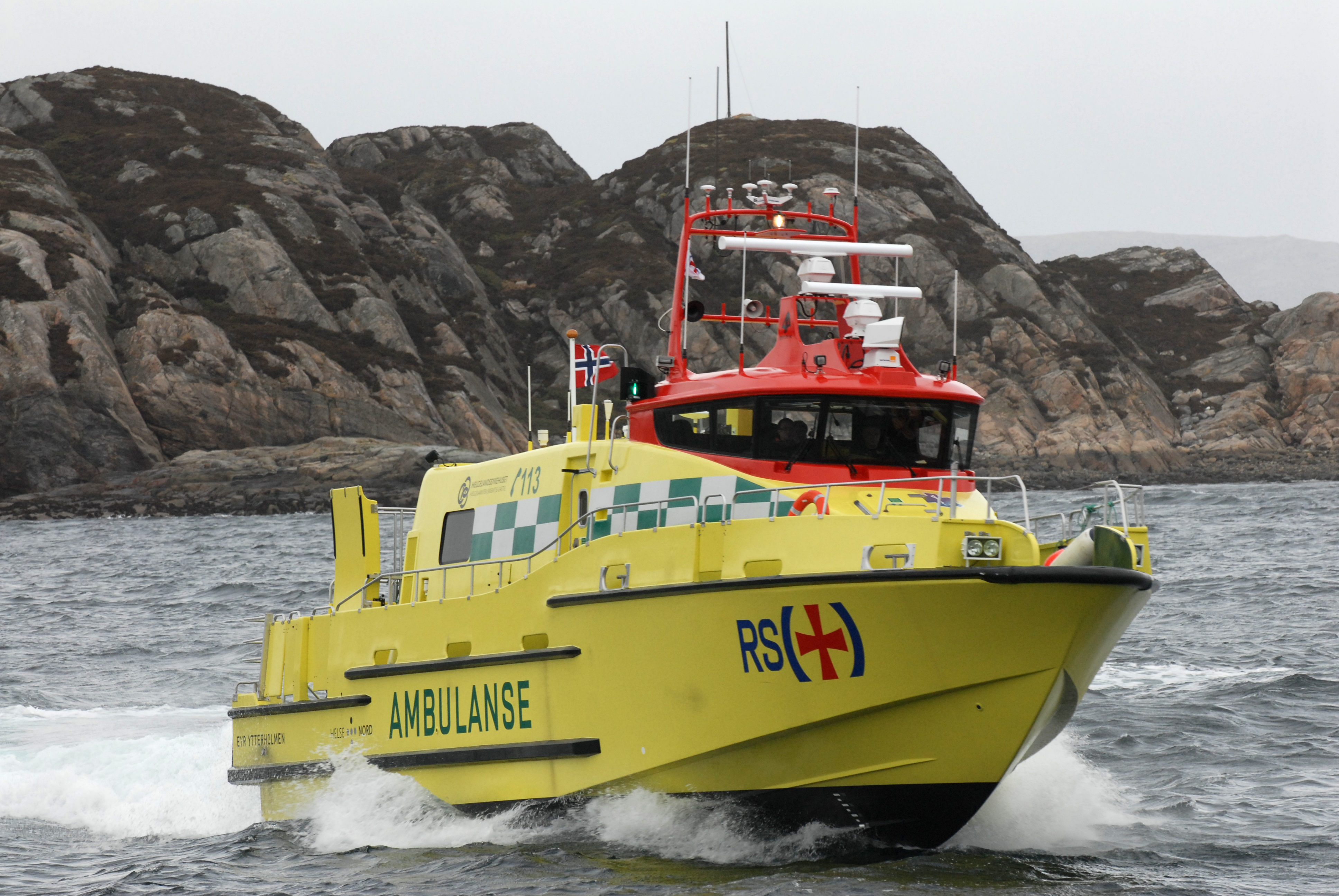
Ambulanzschiff
«Eyr Ytterholmen»

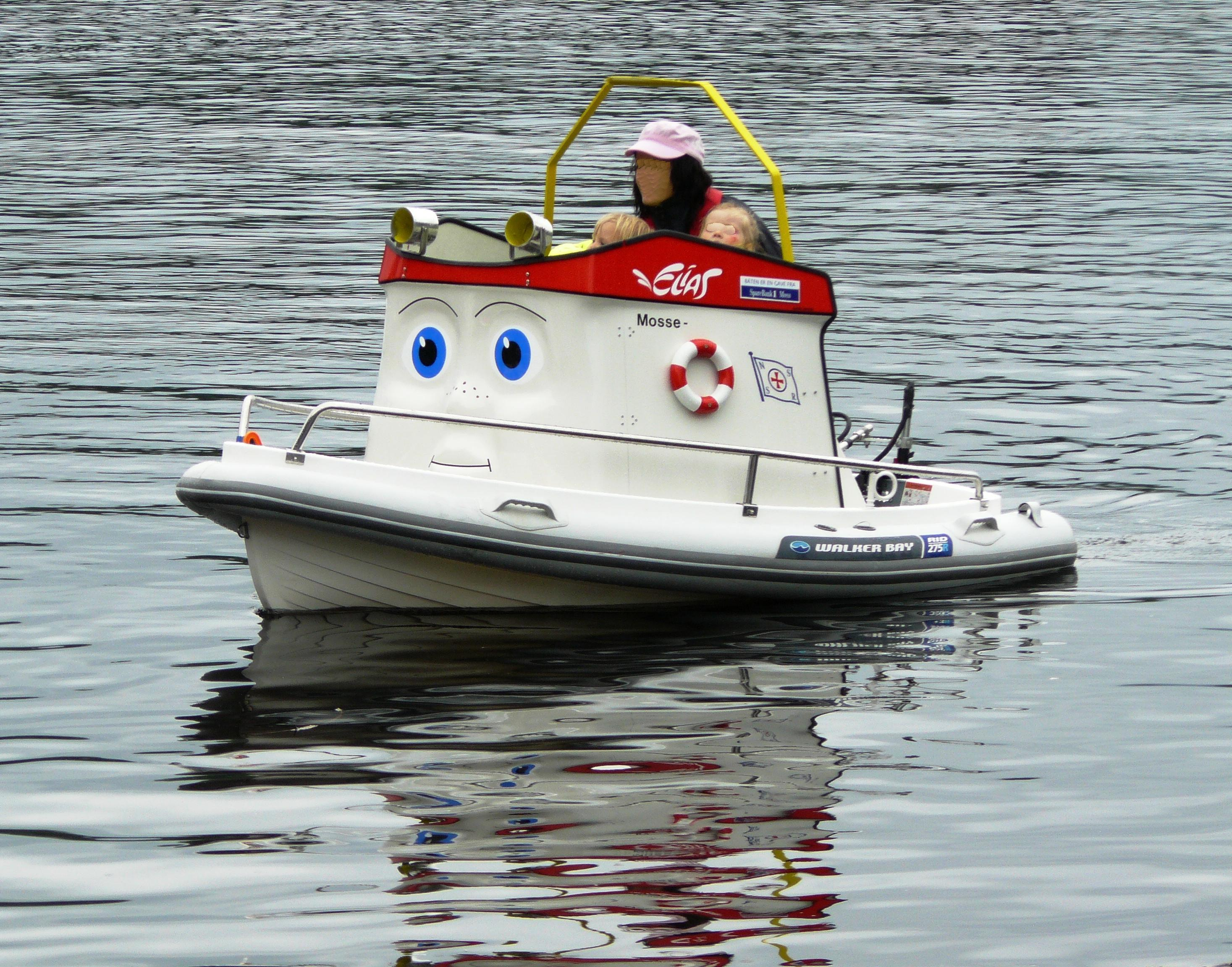
Maskottchen Das kleine Rettungsboot «Elias»

Die RS hat ihren Sitz in Lysaker in der Nähe von Oslo und unterhält 5 Regionalbüros in Tromsø, Ålesund, Bergen, Horten und Lysaker. Diese sind für die Organisation der Seenotrettung ihrer Region zuständig und initiieren Veranstaltungen und Spendensammlungen. Das Ziel der RS ist es landesweit Leben zu retten, Vermögenswerte zu bewahren, die Umweltbedingungen der norwegischen Gewässer zu verbessern, um die Sicherheit der Seefahrt zu gewähren. Die Geschäftsführung erfolgt durch die Generalsekretären Rikke Lind. Schirmherr der Gesellschaft ist der norwegische König Harald V.
An der 2.650 Kilometer langen Küste (ohne Fjorde und Buchten) stehen der RS für die SAR-Dienste 52 Rettungsboote an 50 Stationen zur Verfügung, die durch das JRCC Stavanger für Süd-Norwegen (südlich 65° N) und das JRCC Bodø für Nord-Norwegen koordiniert werden. 26 Boote werden mit einer professionellen Besatzung gefahren und stehen rund um die Uhr (24/7) sofort zum Einsatz bereit. Die weiteren 25 Boote werden durch das „Freiwillige Seerettungs-Corps“ (Frivillige sjøredningskorps) betrieben und durch 1.300 Freiwillige besetzt, die innerhalb von 30 Minuten einsatzbereit sind. Mit diesen Einheiten wurden 8.371 Einsätze im Jahr 2018 gefahren, wobei 27 Personen gerettet werden konnten. Die meisten Einsätze galten der Unterstützung von jährlich über 22.000 Mitgliedern. Die Mitgliedschaft bei der RS ist an ein Boot gebunden und jedes Mitglied erhält dafür drei Stunden kostenlose Unterstützung.
Neben den Rettungsbooten betreibt die RS vier Ambulanzschiffe im Auftrag der Krankenhäuser im Nordland. Die 20 Meter langen Schiffe sind in Sandnessjøen registriert und liegen in den Häfen der Inseln Insel Vega, Dønna und Rødøya. Sie erreichen eine Geschwindigkeit von 40 Knoten und können 12 Personen transportieren und versorgen, davon zwei liegend. Das vierte Boot von 15 Meter Länge operiert von Ørnes aus und erreicht 29 Knoten.
Am Oslofjord in Horten hat die RS ein Tochterunternehmen angesiedelt, das zum führende Bildungszentrum in Europa für Sicherheit und Rettung auf See werden soll. Die RS Sjøredningsskolen AS ist eine Akademie zur Aus- und Weiterbildung ihrer ständigen Besatzungen und Freiwilligen. Die Sicherheitstrainings werden auch den Offshore- und anderen Branchen angeboten. Daneben ist die Akademie zuständig für Innovation und Forschung auf dem Gebiet der Vorbeugung vor dem Ertrinkungstod.
Für Kinder und Jugendliche zwischen 14 und 25 Jahren besteht seit 2009 mit der RS Ung eine Jugendorganisation der RS. Mit Veranstaltungen entlang der gesamten Küste (Sommerschulen, Jugendcamps und Segelkursen) werden ihnen die Gefahren am und auf dem Wasser vermittelt und sie im sicheren Umgang mit Eis, Feuer und Erster Hilfe geschult.
Die RS hat auch ein offizielles Maskottchen: Das kleine Rettungsboot «Elias». Als freundliche Titelfigur von norwegischen Kinderbüchern, Animationsfilmen und Fernsehserien vermittelt es Kindern den sicheren Umgang mit Booten und der Seenotrettung.

## Finanzierung
Die RS ist eine gemeinnützige Hilfsorganisation, die ihren Mitgliedern gehört. Sie finanziert ihren Kernauftrag – die Suche und Rettung von Menschen und die Hilfeleistung an deren Boote – durch die Beiträge ihrer Mitglieder, freiwillige Zuwendungen, Spenden und operativen Einnahmen. Hinzu kommen Zuwendungen aus der Staatslotterie (Norsk Tipping AS) und die Förderung durch öffentliche Zuschüsse.  Insgesamt hat die RS im Jahr 2018 682 Mio. NOK eingenommen. Davon kamen 14 % von den Mitgliedern und 18 % (121 Mio. NOK) von der öffentlichen Hand. Die Staatslotterie erbrachte 23 % und Spenden machten 13 % aus. Der Rest kam aus den weiteren Aktivitäten der Gesellschaft.
Von diesen Einnahmen gingen rd. 60 % (404 Mio. NOK) in den Betrieb der Rettungsboote und 8 % flossen in Informations- und Präventionsmaßnahmen. Die Verwaltung benötigt ca. 4 % der Mittel und der Rest ist der Aufwand zur Beschaffung von Geldern. Der Betrieb der Ambulanzschiffe kostete 33 Mio. NOK, der durch entsprechende Einnahmen aus der Krankenhausversorgung gedeckt ist.
Zur Erneuerung der Flotte sowie Nachrüstung der vorhandenen Boote verwaltet die RS einen Seenotrettungs-Fonds (Sjøredningsfondet). Ende 2018 wies die Bilanz einen Mittelbestand von 716 Mio. NOK aus.

## Geschichte

Logo der Norsk Selskab til Skibbrudnes Redning

Nach dem Vorbild der schon bestehenden Rettungsstationen in Europa hatte Norwegen ab 1851 ebenfalls Stationen im Süden des Landes errichtet. Die Stationen waren mit Freiwilligen besetzt und ihre Anzahl wuchs bis 1890 auf fünf an. Für weitere Stationen befand man aber die Bedingungen der norwegische Küste mit den vielen Schären und den großen, langen Fjorde als zu schwierig, um ein Rettungssystem flächendeckend einzurichten.
Im Jahr 1861 veröffentlichte der Sozialwissenschaftler Eilert Sundt eine Auswertung, nach der in Norwegen zwischen 1846 und 1860 jährlich rund 750 Fischer auf dem Meer ums Leben kamen. Er regte an, dass anstelle der staatlichen Stationen eine private Firma die Seenotrettung an der Küste aufbauen sollte. Doch seine Empfehlungen fanden kein Gehör.
Es benötigte noch das Erlebnis des Marinearztes Dr. Oscar Tybring (1846–95), der 1882 einen dramatischen Schiffbruch miterlebte, bei dem viele Seeleute ertranken. Er wurde zum Protagonisten für eine organisierte Seenotrettung entlang der gesamten Küste von Norwegen wie sie die bestehenden Seenotrettungsorganisationen der meisten europäischen Küstenstaaten schon hatten. Er stieß aber auf großen Widerstand und eine negativ eingestellte Bevölkerung. Schon allein die Länge der Küstenlinie, die einschließlich aller Fjorde und Inseln zwei Mal um die Erde reichen würde, machte dies unvorstellbar. Daneben wurden auch die Kosten als zu hoch erachtet, wenn man Rettungsstationen zwischen Nordsee und Barentssee einrichten wollte.

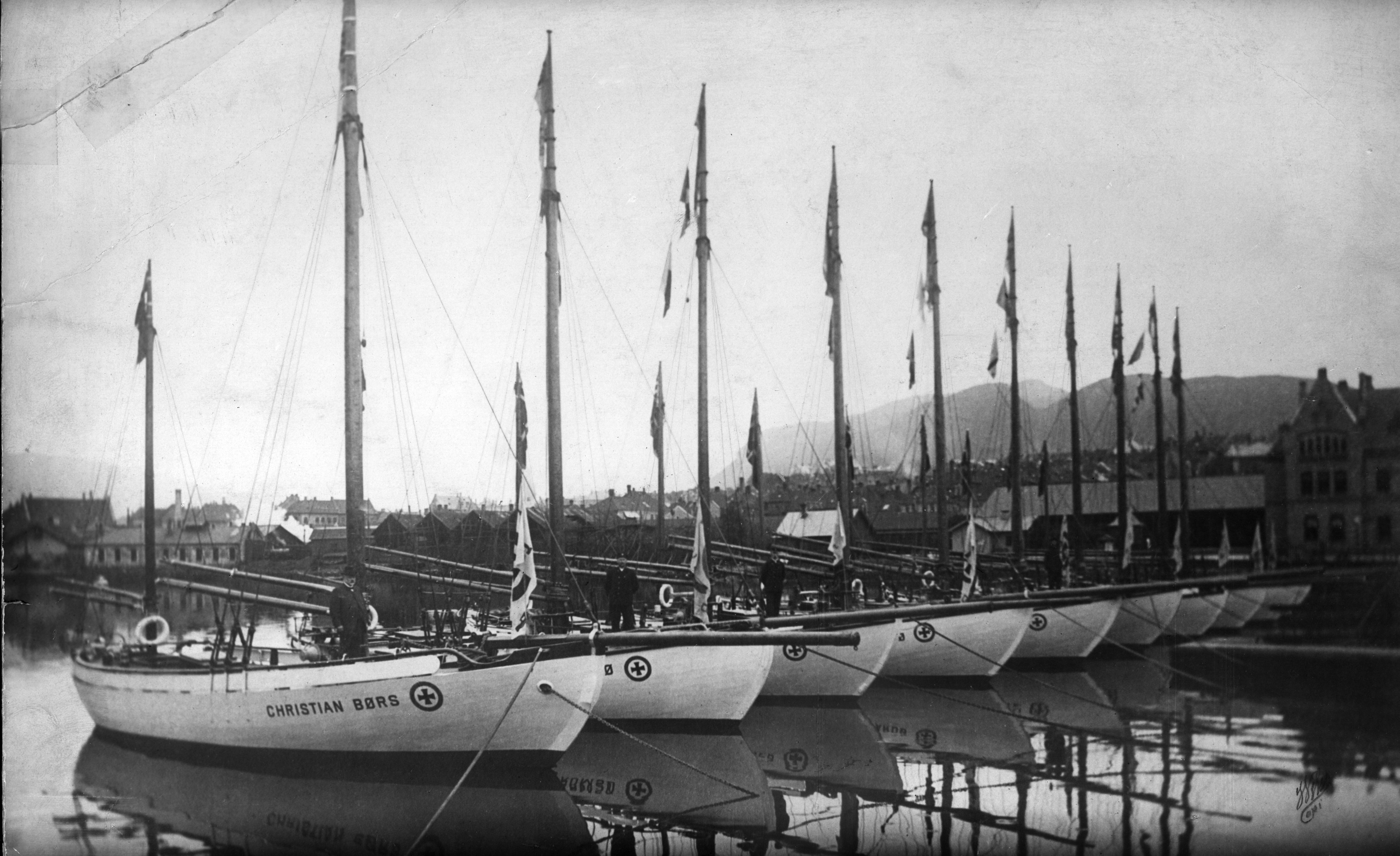
Ältere Segelrettungsboote 1904

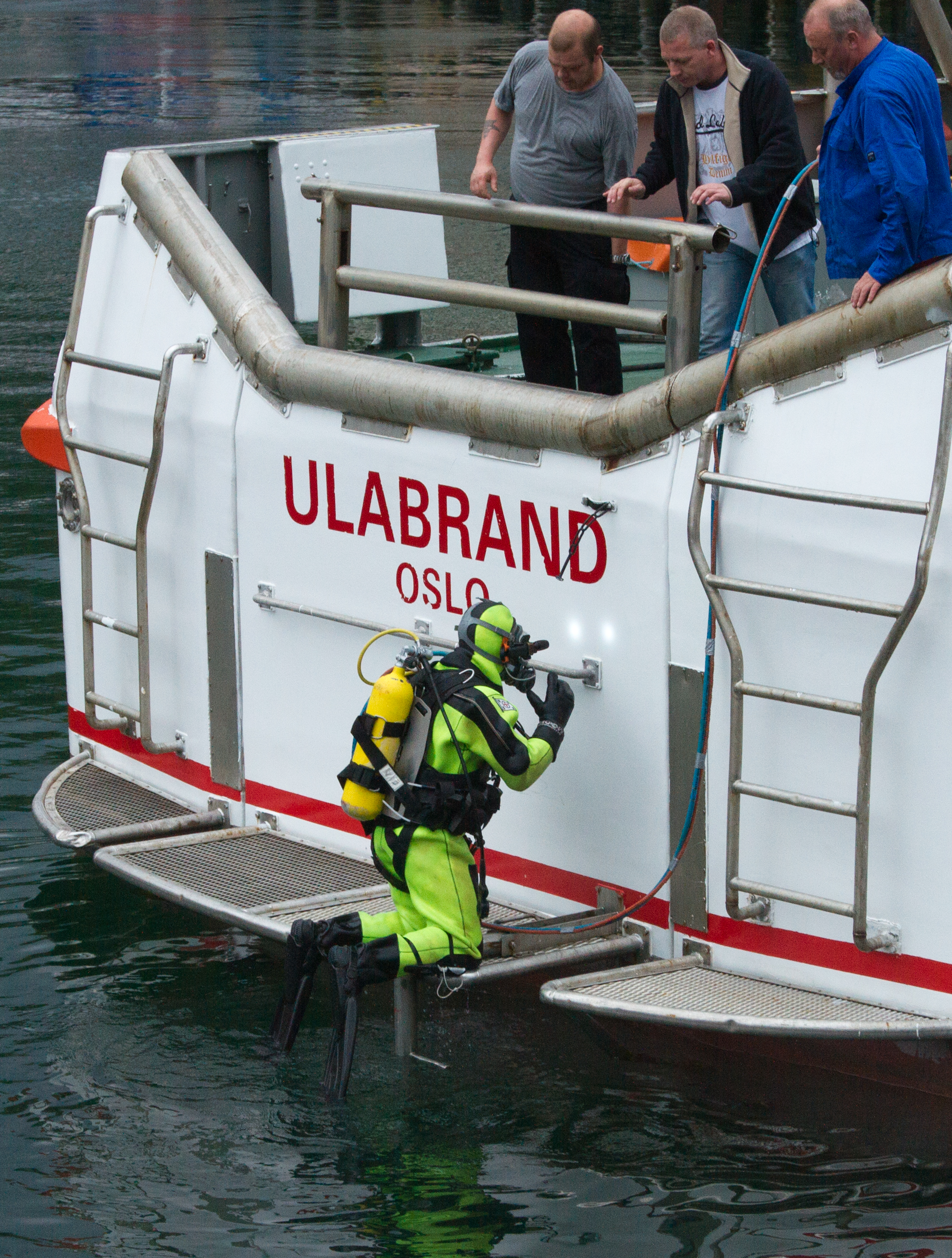
Tauchereinsatz bei einem Boot der Emmy Dyvi-Klasse

In der Kaufmannschaft (Kjøbmannsforening) von Christiania (heute die Hauptstadt Oslo) und besonders durch die Fischerei-Industrie fand er Unterstützung. Diese wollten die Gründung einer Seenotrettungsgesellschaft in Norwegen voranbringen und richteten dazu einen Arbeitsausschuss ein, zu dem ihr Vorsitzender Heinrich Scheller, Oscar Tybring und der bekannte Bootsbauer Colin Archer gehörten. Tybring hielt Vorträge um das Interesse zu steigern und Scheller bat öffentlich um finanzielle Unterstützung. Mit dem gesammelten Anfangskapital von 144.000 Goldkronen gelang am 9. Juli 1891 die Gründung der „Norwegischen Gesellschaft gegen  Schiffbruch“ (norwegisch Norsk Selskab til Skibbrudnes Redning NSSR).
Für die Fischerei weit vor den Küsten war es wichtig bei ihren langen Fangreisen Begleitung durch Boote der Gesellschaft zu haben, die im Notfall sofort zur Stelle sein könnten, weil die Anfahrtswege von Landstationen zu weit und damit zu langwierig sein würden. Für derartige Patrouillenboote sah die NSSR Segelboote als durchaus geeignet an, da sie preiswerter waren als Dampfboote. Dieses System war die norwegische Anpassung des europäischen Rettungsgedanken.
Mit den ersten Rettungsbooten RS 1 bis RS 4 startete 1893 der Rettungsdienst. Die Akzeptanz bei der Küstenbevölkerung wuchs durch die Beförderung von Ärzten, Priestern und Hebammen an entlegene Orte der Küste. Am 20. Mai 1894 wurde die NSSR erstmals in der breiten Öffentlichkeit bekannt, als die Besatzung der RS 1 «Colin Archer» in einer spektakulären Rettungsfahrt in der Finnmark vor Hamningberg insgesamt 36 Schiffbrüchige in einem gewaltigen Sturm retten konnte. Weitere Zustimmung und Förderung errang die Gesellschaft im April 1938 durch die direkte Radioübertragung einer Rettungsaktion vor der Küste bei Møre og Romsdal, die im ganzen Land verfolgt werden konnte. Bei der dramatischen und lang anhaltenden Rettung von sechs der zwölf Mann der Besatzung kamen auch zwei Retter ums Leben.
Bis zur Jahrhundertwende zeigte die Bilanz, dass fast 900 Personen gerettet und 250 Schiffe sicher geborgen werden konnten. Zum 100. Jahrestag der Gesellschaft 1991 war der Stand der Rettungsaktivitäten: 5.301 Personen und 1.780 Schiffe gerettet.
1932 wurden die staatlichen Rettungsstationen an die NSSR übergeben. Zum Ausgleich der Kosten akzeptierte die Gesellschaft eine geringe staatliche Beteiligung. Für die Bezahlung der Gehälter in der Verwaltung und der Schiffsbesatzungen erfolgte 1950 eine Aufstockung dieser Mittel, um die kontinuierlichen Dienste für Behörden abzugelten.
Seit 1969 bildet die NSSR Taucher aus und führt auf ihren Booten mit Festangestellten entsprechende Ausrüstungen mit, um Ertrinkenden zu helfen und  Netze und Seile von Schiffspropellern zu entfernen. Im ersten Jahr hatten die 'Froschmänner' schon 84 Einsätze. Ab 1974 wird der Betrieb der Rettungsflotte ganzjährig durchgeführt und die festangestellten Besatzungen werden in Vollzeit beschäftigt. Im Jahr 1979 startete die Rettungsstation am See Mjøsa.
1996 gründete die Rettungsgesellschaft das erste „Freiwillige Seerettungs-Corps“. Insgesamt 1.300 Männer und Frauen versehen heute in den 25 Corps ihren Dienst als freiwillige Besatzungen der kleineren Seenotrettungsboote an der gesamten norwegischen Küste.
Ab 2010 wechselte die NSSR das Erscheinungsbild ihrer Flotte. Die bisherigen drei Streifen am Rumpf in den Nationalfarben rot – blau – rot wurden ersetzt durch das neu Logo mit dem «Hansekreuz». Dafür verschwand das Logo der NSSR an der Seite des Aufbaus. Das rote Dach ziert nun in großen Lettern die Bootsnummer.

## Entwicklung der Flotte

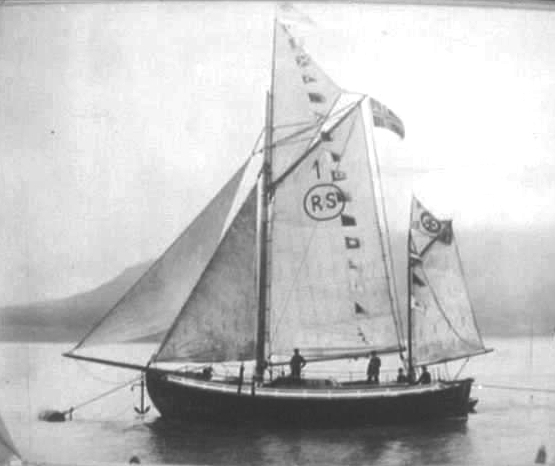
RS 1 «Colin Archer»

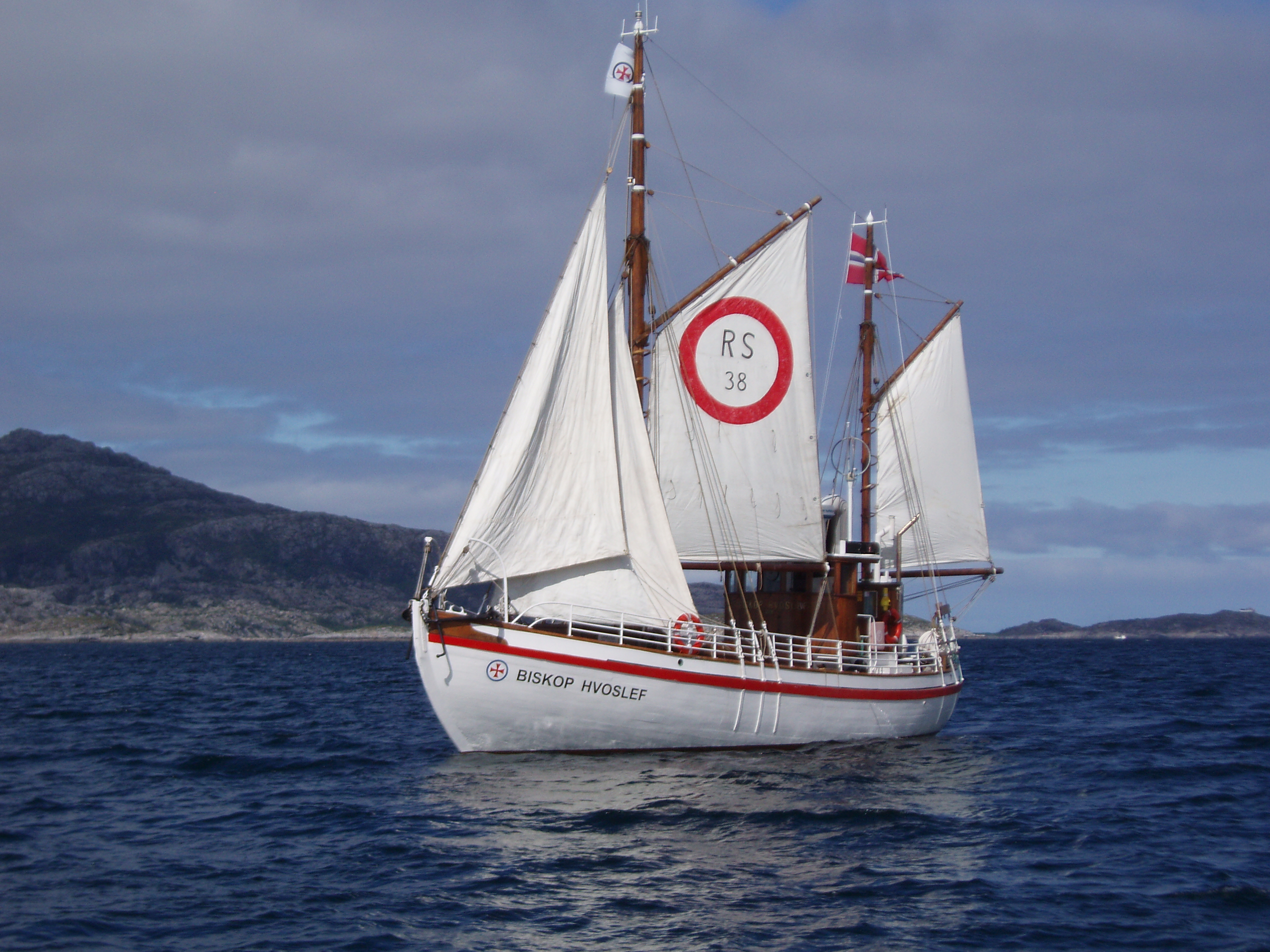
RS 38 «Biskop Hvoslef» Motor-Segelboot von 1932

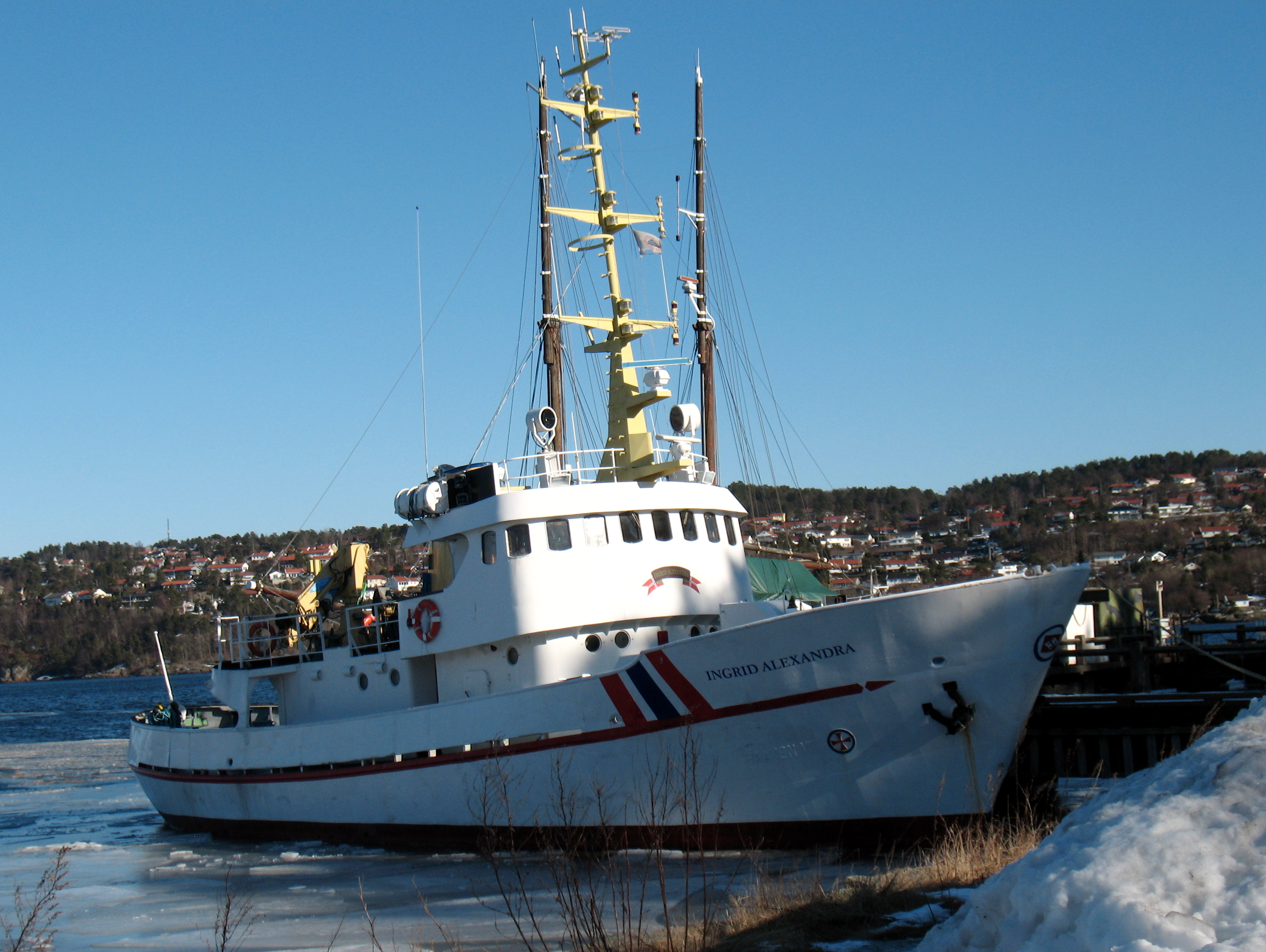
Rettungskreuzer von 1958 (Ex RS 61)

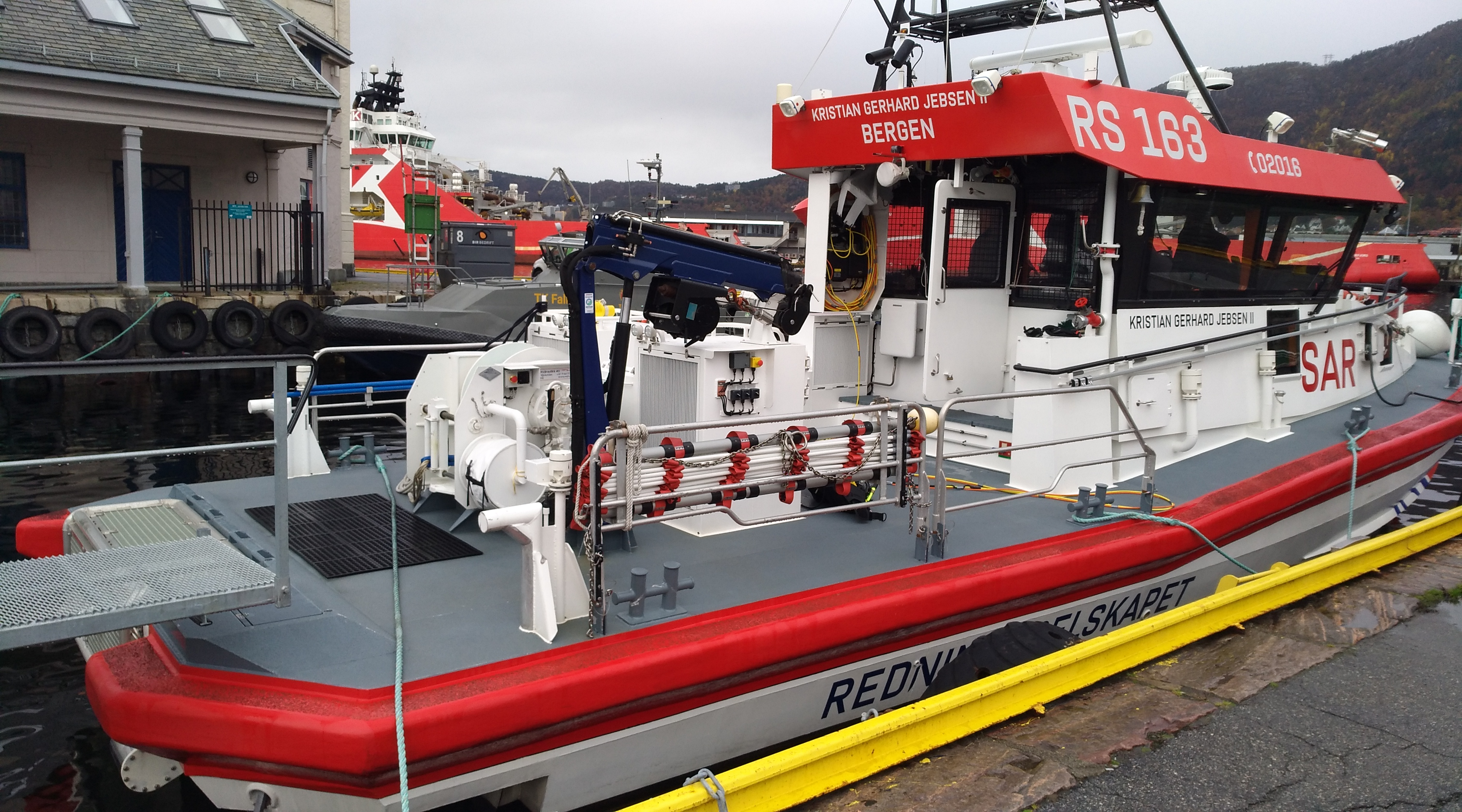
Hydraulische Klappe im Heck bei RS 163

Auf der Gründungsversammlung der NSSR in der Börse von Oslo hatte man noch nicht entschieden, wie die Rettungsflotte beschaffen sein sollte: kleinere Boote oder große Rettungsdampfer. Jedenfalls sollten Rettungsboote in der Lage sein, die norwegische Fischereiflotte auf ihren langen Fangreisen über das Nordmeer zu begleiten, um sofort vor Ort Hilfe leisten zu können. Colin Archer als Konstrukteur der Polarforschungsschiffe (z. B. Fram) wurde um den Entwurf für ein Segelrettungsboot gebeten, das diesen Vorstellungen entsprach. Die ersten Rettungsboote der Gesellschaft wurden 1893 als RS 1 «Colin Archer», RS 2 «Langesund», RS 3 «Tordenskjold» und RS 4 «Feie» in Dienst gestellt. Alle Schiffe der Redningsselskapet tragen seit Gründung das Präfix „RS“ für Redningsskøyte (dt. Rettungskutter oder Rettungsboot) und eine Nummer.
Die RS 1 «Colin Archer» brachte ihm große Anerkennung und einen legendären Ruf durch die Rettungsaktion vor Hamningberg 1894. Bei einem gewaltigen Orkan in der Finnmark mit steilen Kreuzseen bewies das Boot seine extrem robuste Bauweise. In einer spektakulären Rettungsaktion konnte der Skipper von RS 1 insgesamt 36 Menschen das Leben retten. Damit wurde das Rettungswerk der NSSR über die Presse erstmals in der breiten Öffentlichkeit bekannt und fand mehr Unterstützung. RS 1 war bis 1934 in Dienst und konnte 132 Personen das Leben retten und 41 Schiffe vor dem Untergang bewahren.
Für die künftige Flotte lobte die NSSR einen Designwettbewerb aus, den C.L. Stephansen aus Arendal gewann und daraufhin sein erstes Boot RS 5 „Liv“ bauen durfte. Mit einigen Designänderungen durch Colin Archer entwickelte man daraus die erste Schiffsklasse von Segelrettungsbooten. Die extrem robusten Boote der Colin Archer-Klasse wurden in Norwegen zu Ikonen, und bis heute werden einige als private Sportboote eingesetzt oder in Museen aufbewahrt.
Der erste Versuch mit einem motorisierten Rettungsboot erfolgte 1897 mit der RS 7 «Frithjov». Die Tests verliefen aber erfolglos und RS 7 wurde verkauft. Im gleichen Jahr verbesserte Colin Archer seine Bootskonstruktion und baute dementsprechend RS 12 «Svolvær», das zum Typschiff der neuen Svolvær-Klasse wurde.
Nach dem erfolgreichen Einbau eines Motors in RS 36 «Andreas Aarø» begann mit der RS 38 «Bischof Hvoslef» 1932 die Generation der Motorrettungsboote. Bis 1940 wurden von diesem Typ insgesamt 14 Rettungsboote gebaut, die sowohl Motor als auch Segel zum Antrieb nutzen konnten. Zu Beginn der 1940er Jahre besaß die NSSR 26 Rettungsboote.
Nach dem Zweiten Weltkrieg startete die NSSR einen Konstruktionswettbewerb für einen ersten „Rettungskreuzer“, um die Rettungsflotte den größeren Fisch-Trawlern anzupassen. Die neuen Schiffe zur Begleitung und Sicherung der Fischereiflotte sollten ausschließlich mit Motor ausgerüstet sein. Mit einem Rumpf aus Holz ging 1949 die RS 53 «J.M. Johansen» in Fahrt. Ihr folgten noch fünf ähnliche Neubauten in unterschiedlichen Größen. Mit zwei Wichmann-Dieselmotoren von 100 bzw. 120 PS konnten die Schiffe 10 Knoten Fahrt machen. Nachdem 1956 das erste Stahlboot RS 58 «Sørlandsskøjta» eingeflottet wurde, kam im Schiffbau nur noch Stahl zur Verwendung. Der größte Rettungskreuzer war 1968 die RS 75 «Sjøfareren» mit 28 Meter Länge. Mit einer Maschinenleistung von rd. 1.500 PS erreichte sie 12 Knoten und konnte 20 Tonnen Pollerzugkraft aufbringen. Größere Zugkräfte wurde seit den 1960er Jahren gefordert, um bei den Abschleppmaßnahmen auf See den gewachsenen Schiffsgrößen Rechnung zu tragen. Entsprechend der Aufgabenstellung besaß das Schiff eine Reichweite von 4.800 Seemeilen.
Die bis Anfang der 1970er Jahre in Dienst gestellten Rettungsboote waren keine speziell für die Seenotrettung konzipierten Wasserfahrzeuge, sondern Bauweisen, die sich bei der Fischerei als besonders seetüchtig erwiesen hatten. Dadurch waren sie nicht besonders schnell, aber sie besaßen eine hohe Reichweite. Als letztes Stahlboot wurde noch 1979 die RS 94 «Oscar Tybring III» für die NSSR gebaut, obwohl schon die ersten Aluminium Boote in Dienst standen.
Seit den 1980er Jahren wird ausschließlich Aluminium beim Schiffsbau der Rettungsboote verwendet. Um weiter Gewicht zu sparen, kam ab 1986 die Verwendung von FKV (Faser-Kunststoff-Verbund) oder GFK (Glasfaserverstärkter Kunststoff) in Sandwichbauweise dazu. Jedoch erwiesen sich diese Faserverbundwerkstoffe beim Rumpfbau als nicht so dauerbeständig, sodass heute bei den großen Boote der Rumpf aus Aluminium besteht und Kunststoff nur bei  Decksaufbauten verwendet wird.
Als Antrieb dienen Dieselmotoren in 1+1 Anordnung als Sicherheit bei Ausfall eines Motors. Sie wirken bei den neuesten Booten jeweils auf einen Wasserstrahlantrieb (Jetantrieb), der bei höheren Geschwindigkeiten einen besseren Wirkungsgrad aufweist. Als Höchstgeschwindigkeit werden damit über 40 Knoten erreicht. Die übrigen Rettungsboote besitzen Verstellpropeller, womit 25 bis 29 Knoten gefahren werden können.
Für die Personenrettung weisen alle Boote eine Heckplattform auf. Bei der Petter C. G. Sundt-Klasse ist diese Plattform als bewegliche Klappe ausgeführt, wie dies bei der KNRM in den Niederlanden seit 1988 üblich ist.
Neustes Boot für Festangestellte ist RS 173 «Erling Skjalgsson», ein Boot der 22-Meter langen Ulstein-Klasse, das 2021 in Dienst gestellt worden ist. Das älteste Boot ist mehr als 30 Jahre in Dienst: die RS 99 «Skomvær III» der Skomvær-Klasse von 1986. Für die Freiwilligen kan das letzte Boot 2019 in Dienst: RS 170 «Prinsesse Ragnhild» aus der Staff-Klasse mit 12,6 Meter Länge.
Quellen:  und 

## Rettungsbootflotte heute

### Die Boote für Festangestellte

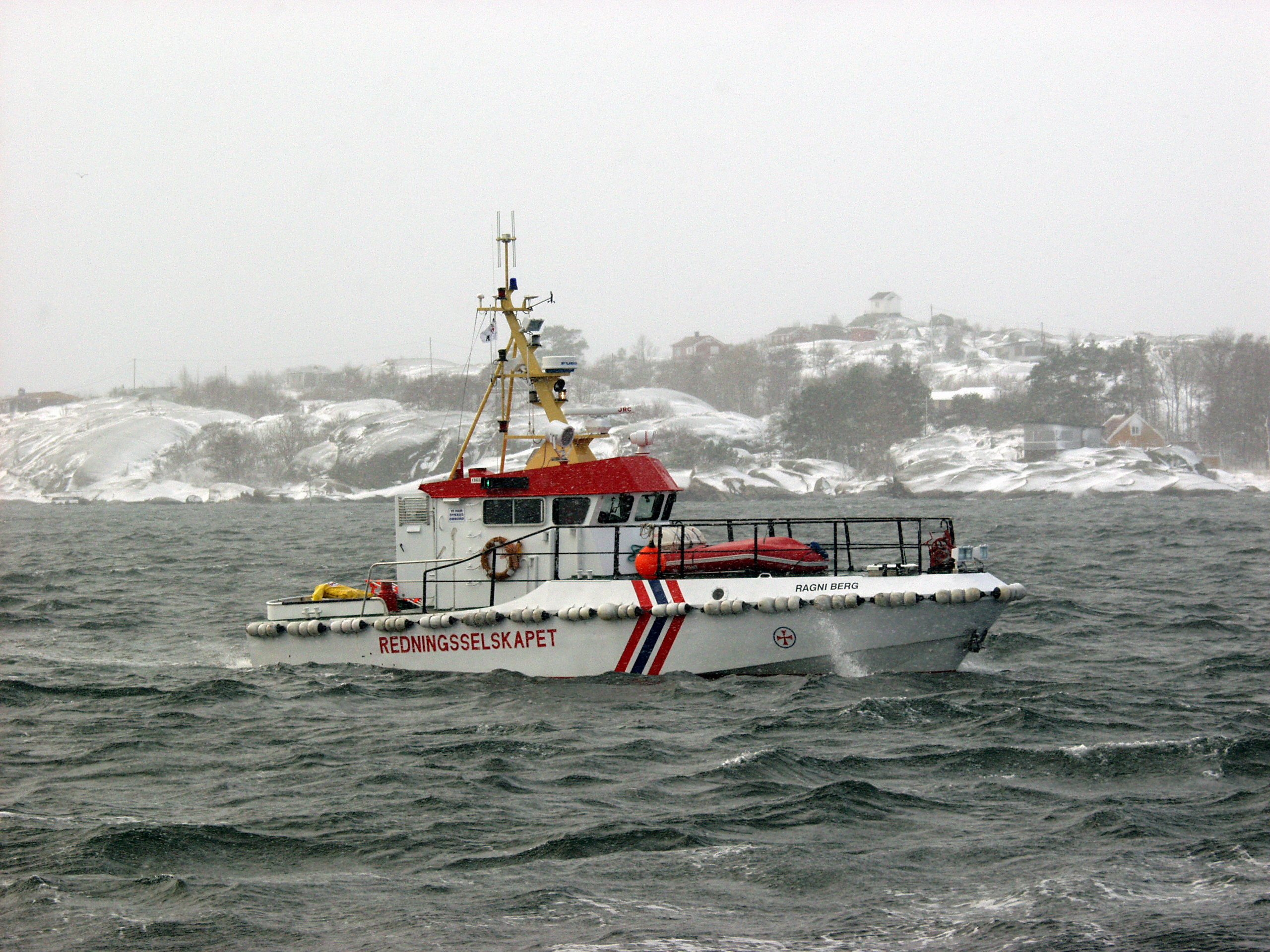
«Ragni Berg» Vertreter der Nanki-Bergesen-Klasse

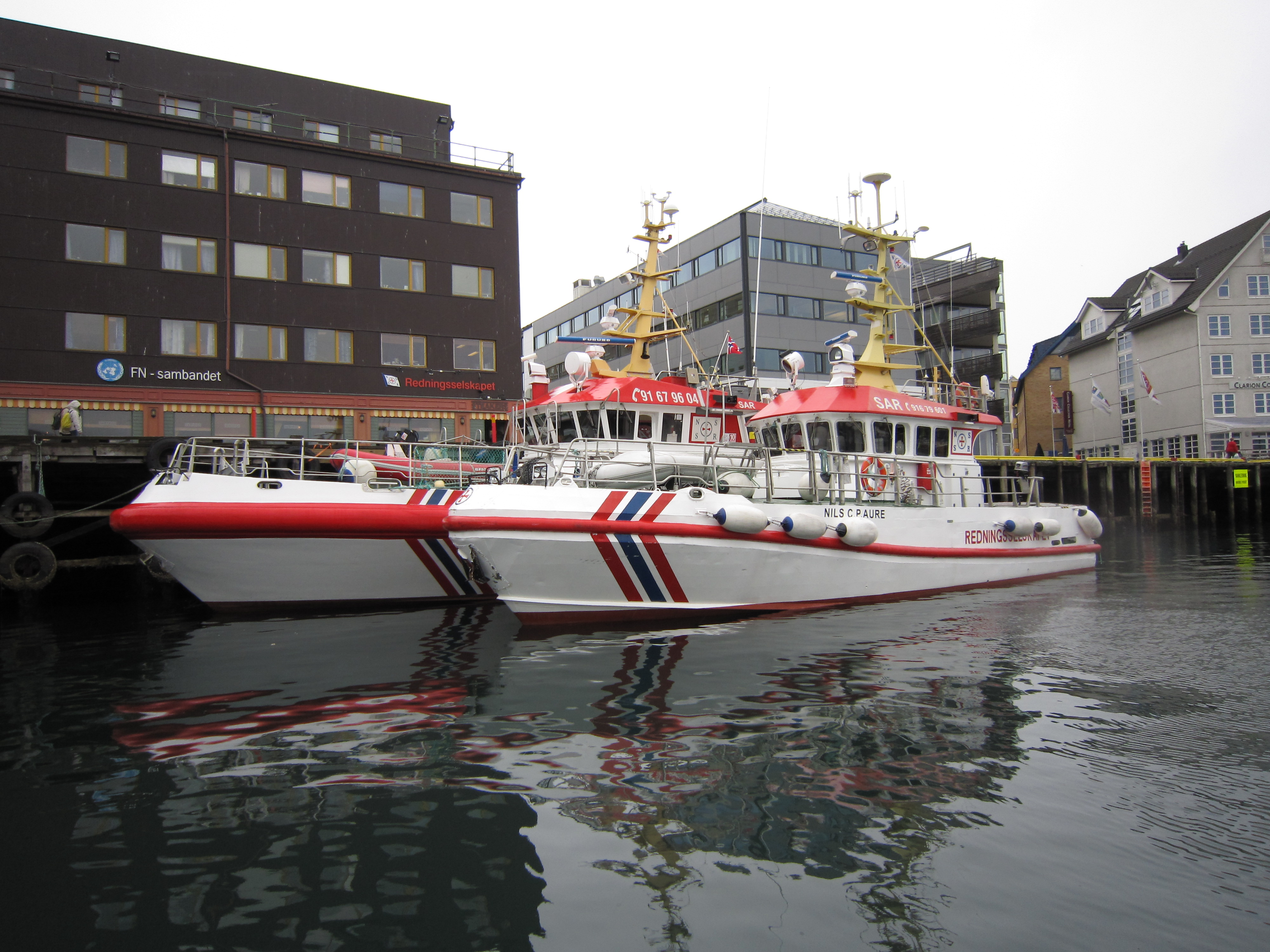
Größenvergleich
Skomvær-Klasse (hinten)
zur Adeler-Klasse (vorne)

Die Zunahme der Freizeitschifffahrt mit hohen Geschwindigkeiten und dadurch vermehrten Unfällen und notwendigen Hilfeleistungen führte zu dem Entschluss der NSSR ihre Flotte diesen Gegebenheiten anzupassen und wie schon andere Gesellschaften schnell fahrende Boote für die Seenotrettung einzusetzen. So entstand in den Jahren 1973 bis 1975 die erste Serie von reinen Seenotrettungsbooten: die Nanki-Bergesen-Klasse mit ca. 14 Meter Länge. Die insgesamt acht Exemplare waren aus Aluminium gefertigt um Gewicht zu sparen und dadurch weniger Tiefgang zu erzeugen. Mit zwei Motoren von zusammen 450 kW Leistung konnten die Boote 20 Knoten erreichen und besaßen dabei eine Reichweite von 330 Seemeilen. Das letzte Boot dieser Klasse schied 2013 aus dem Dienst aus.
Für die nächste Generation strebte die NSSR eine Geschwindigkeit von mindestens 25 Knoten auch bei den größeren Schiffen an. Dies wurde 1986 erreicht mit der Indienststellung von RS 99 «Skomvær III», dem Typschiff der Skomvær-Klasse mit insgesamt 6 Einheiten, die eine Länge von 20 Metern aufweisen. Als Ergänzung benötigte die Gesellschaft auch eine kleinere Version, die mit der Adeler-Klasse geschaffen wurde.
Für den Dienst auf Seeposition oder als Patrouillenboot wurden drei große Schiffe mit 23 Meter Länge gebaut: die Van-Koss-Klasse mit einer maximalen Reichweite von 800 Seemeilen. Trotz ihrer Größe erreichen diese Schiffe eine Geschwindigkeit von 28 Knoten.
Eine Besonderheit ist die Emmy Dyvi-Klasse, die sich durch ein hohes Deckshaus auszeichnet und bei dem der Aufenthaltsraum unter Deck nach vorne rückte. Die erhöhte Kommandobrücke bietet eine gute und weite Rundumsicht für die Rettungsaufgaben. Als einziges Boot der NSSR verfügt diese Klasse über ein 'echtes' Tochterboot, das im Heck in einem geschützten Dock vorgehalten wird. Durch hydraulische Klappen kann das Dock geöffnet werden und das 5 Meter lange Tochterboot selbständig aus- und einfahren.
Mit bis zu 26,7 Meter Länge bilden die Schiffe der Fosen-Klasse die längsten Einheiten der Flotte, die bei 600 Seemeilen Reichweite eine Geschwindigkeit von 25–29 Knoten erreichen. Alle bis dahin in Dienst gestellten Klassen besaßen zum Antrieb Schiffspropeller. Beim Design der nächsten Schiffsgeneration entschied sich die NSSR für den Wasserstrahlantrieb, um die Geschwindigkeit auf rund 40 Knoten zu steigern. Dies kam ab 2007 zum Einsatz bei der Petter C.G. Sundt-Klasse und der Ulstein-Klasse.
Für kleinere Rettungseinsätze und zum Einsatz der Taucher führen die Boote der Festangestellten ein Beiboot mit. Anfangs war dies ein einfaches Schlauchboot (ZODIAC), das auf dem Vordeck verstaut war. Die neusten Boote führen im Heck einen Rescuerunner mit. Dies ist ein spezieller Rettungs-Jet-Ski aus Schweden mit einer integrierten Transportfläche zur Aufnahme von Personen aus dem Wasser.
Zur Ausrüstung der Rettungsboote zählen die bei allen Seenotrettungsgesellschaften üblichen Geräte zur Navigation und Kommunikation. Zum Schleppen und Bewegen von Lasten verfügen die Boote über einen hydraulischen Kran, eine hydraulische Seilwinde und einen Schlepphaken. Der Haken ist für eine Schleppkraft von 10 bis 12 Tonnen ausgelegt – Ausnahmen: Sundt-Klasse 6 t und Fosen-Klasse 23 t. Für Taucheinsätze wird die entsprechende Ausrüstung einschließlich Unterwasser-Kommunikation mitgeführt. Daneben sind Lenzpumpen, Feuerlöscheinrichtungen und eine Wärmebildkamera vorhanden.

### Tabelle der Bootsklassen für Festangestellte
| Rettungsboote für Festangestellte – sofort einsatzbereit | Rettungsboote für Festangestellte – sofort einsatzbereit | Rettungsboote für Festangestellte – sofort einsatzbereit | Rettungsboote für Festangestellte – sofort einsatzbereit | Rettungsboote für Festangestellte – sofort einsatzbereit | Rettungsboote für Festangestellte – sofort einsatzbereit | Rettungsboote für Festangestellte – sofort einsatzbereit | Rettungsboote für Festangestellte – sofort einsatzbereit | Rettungsboote für Festangestellte – sofort einsatzbereit | Rettungsboote für Festangestellte – sofort einsatzbereit | Rettungsboote für Festangestellte – sofort einsatzbereit | Rettungsboote für Festangestellte – sofort einsatzbereit | Rettungsboote für Festangestellte – sofort einsatzbereit | Rettungsboote für Festangestellte – sofort einsatzbereit |
| Bootsklasse | Länge                                                    | Breite                                                   | Tief- gang                                               | Bau- mat.                                                | Crew                                                     | i. D. seit                                               | Anz. Motoren ges. Leistung                               | v-max (Antrieb)                                          | Reichweite                                               | Anz. i. D.                                               | Anz. geb.                                                | Anz. Res.                                                | Beiboot                                                  |
| --- | -------------------------------------------------------- | -------------------------------------------------------- | -------------------------------------------------------- | -------------------------------------------------------- | -------------------------------------------------------- | -------------------------------------------------------- | -------------------------------------------------------- | -------------------------------------------------------- | -------------------------------------------------------- | -------------------------------------------------------- | -------------------------------------------------------- | -------------------------------------------------------- | -------------------------------------------------------- |
| Ulstein | 22,0 m                                                   | 6,26 m                                                   | 1,20 m                                                   | Alu                                                      | 3 FA                                                     | 2015                                                     | 2 → 2.440 kW                                             | 38 kn (Jet)                                              | 600 sm                                                   | 2                                                        | ?                                                        | 0                                                        | RescueRunner                                             |
| P.C.G. Sundt | 17,0 m                                                   | 4,60 m                                                   | 1,00 m                                                   | Alu                                                      | 3 FA                                                     | 2007                                                     | 2 → 1.470 kW                                             | 42 kn (Jet)                                              | 400 sm                                                   | 7                                                        | 7                                                        | 0                                                        | RescueRunner                                             |
| Fosen | 24,7 m 26,7 m                                            | 6,38 m                                                   | 2,10 m                                                   | Alu                                                      | 3 FA                                                     | 2005                                                     | 2 → 2.880 kW                                             | 25–29 kn (V-P)                                           | 600 sm                                                   | 6                                                        | 6                                                        | 0                                                        | RIB 4,5 m                                                |
| Emmy Dyvi | 20,4 m                                                   | 6,80 m                                                   | 1,45 m                                                   | Alu                                                      | 3 FA                                                     | 1997                                                     | 2 → 1.920 kW                                             | 25 kn (V-P)                                              | 600 sm                                                   | 3                                                        | 3                                                        | 0                                                        | Norsafe Midget TB                                        |
| Van-Koss | 23,0 m                                                   | 6,50 m                                                   | 1,40 m                                                   | Alu                                                      | 4 FA                                                     | 1996                                                     | 2 → 3.000 kW                                             | 28 kn (V-P)                                              | 800 sm                                                   | 2                                                        | 3                                                        | 0                                                        | RIB 5,0 m                                                |
| Skomvaer | 21,0 m 19,6 m                                            | 5,70 m                                                   | 3,30 m 3,00 m                                            | Alu/FKV GfK                                              | 3 FA                                                     | 1986                                                     | 2 → 2.100 kW 2 → 1.470 kW                                | 25 kn (V-P)                                              | 600 sm 400 sm                                            | 1 3                                                      | 2 4                                                      | 1 0                                                      | Schlauchboot Zodiac 3,6 m                                |
| Adeler | 16,1 m                                                   | 4,70 m                                                   | 1,70 m                                                   | Alu                                                      | 3 FA                                                     | 1986                                                     | 2 → 1.320 kW                                             | 25 kn (V-P)                                              | ?00 sm                                                   | 2                                                        | 4                                                        | 0                                                        | Zodiac 3,6 m                                             |
| Stand @ 2019 |                                                          |                                                          |                                                          |                                                          |                                                          |                                                          |                                                          |                                                          |                                                          |                                                          |                                                          |                                                          |                                                          |
| Abkürzungen: m = Meter \|kW = Kilowatt \|kn = Knoten \|sm = Seemeile \|FA = Festangestellte i. D. = in Dienst \|v-max = größte Geschwindigkeit \|geb. = gebaut \|Res. = Reserve \|V-P = Verstellpropeller |                                                          |                                                          |                                                          |                                                          |                                                          |                                                          |                                                          |                                                          |                                                          |                                                          |                                                          |                                                          |                                                          |

### Bildergalerie FA

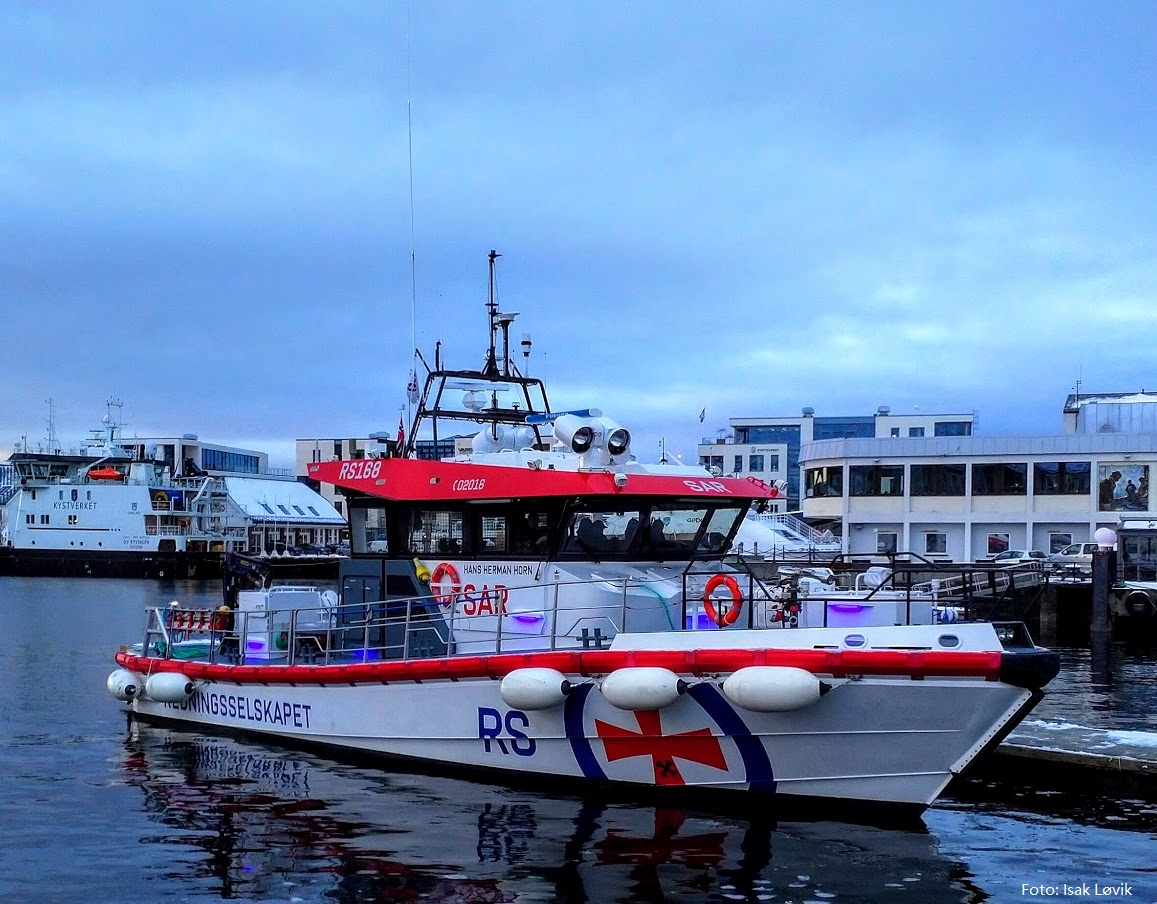
RS 168 «Hans Herman Horn» der Ulstein-Klasse
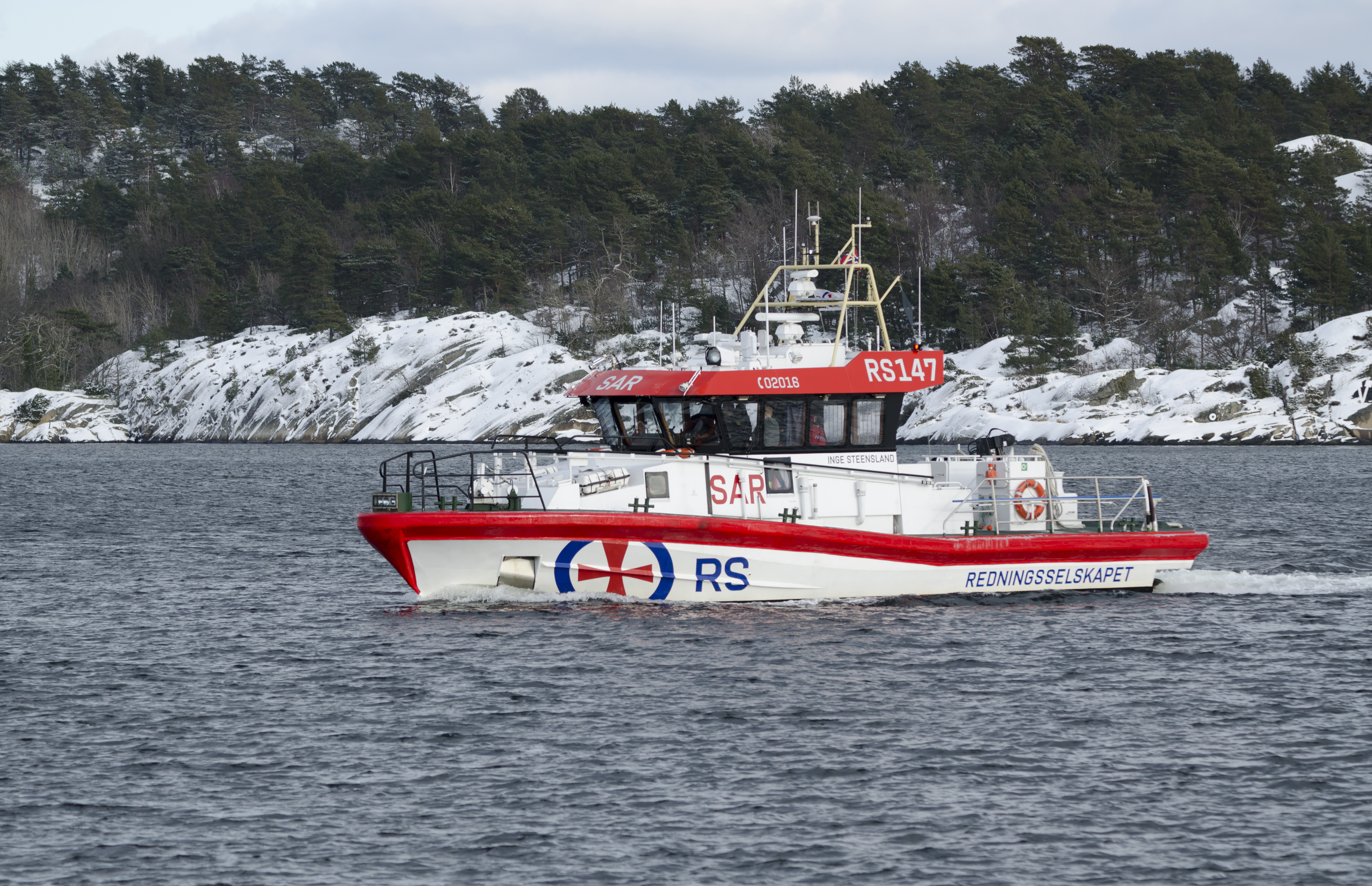
RS 147 «Inge Steensland» der P.C.G. Sundt-Klasse
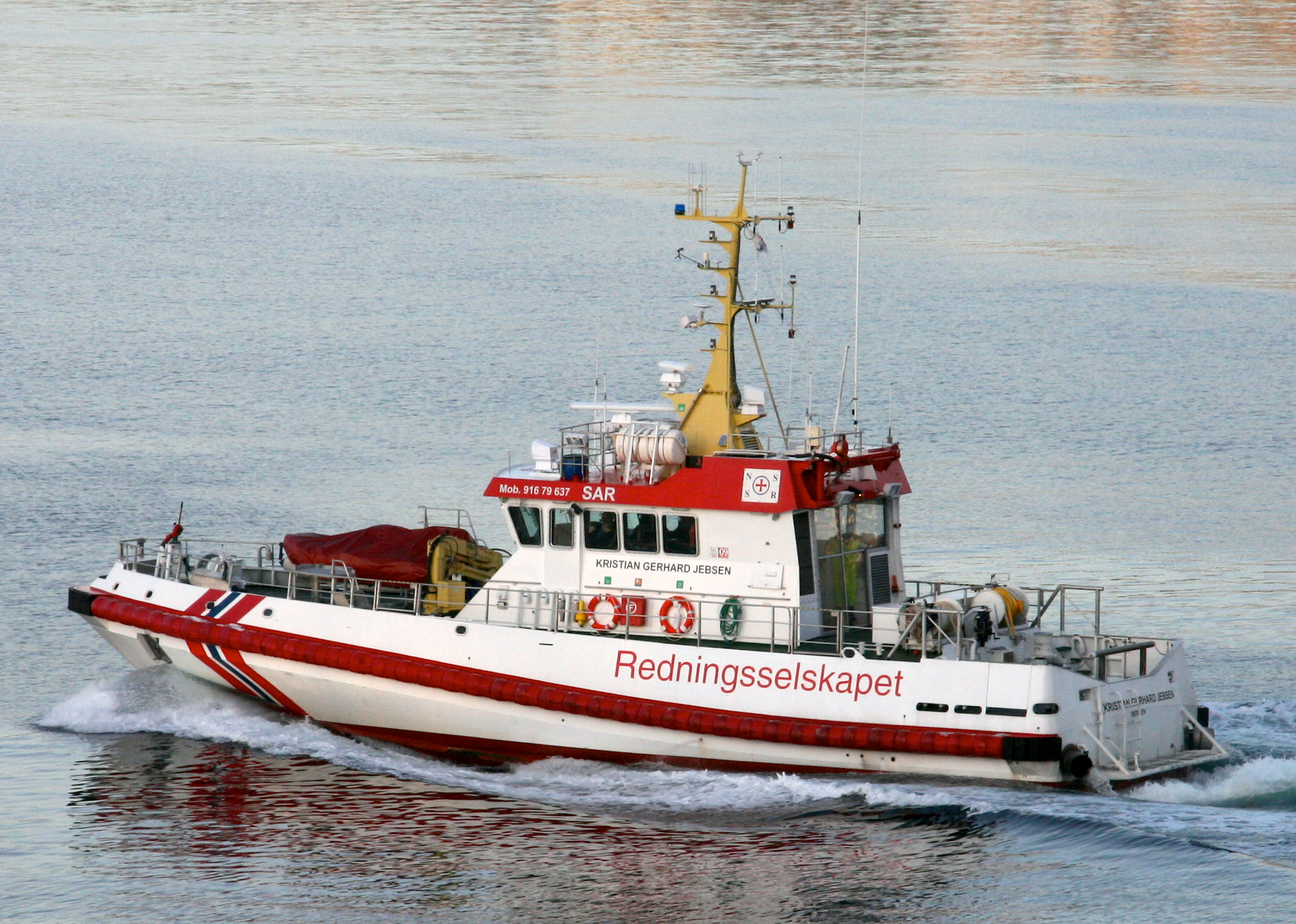
RS 137 «Kristian Gerhard Jebsen» der Fosen-Klasse
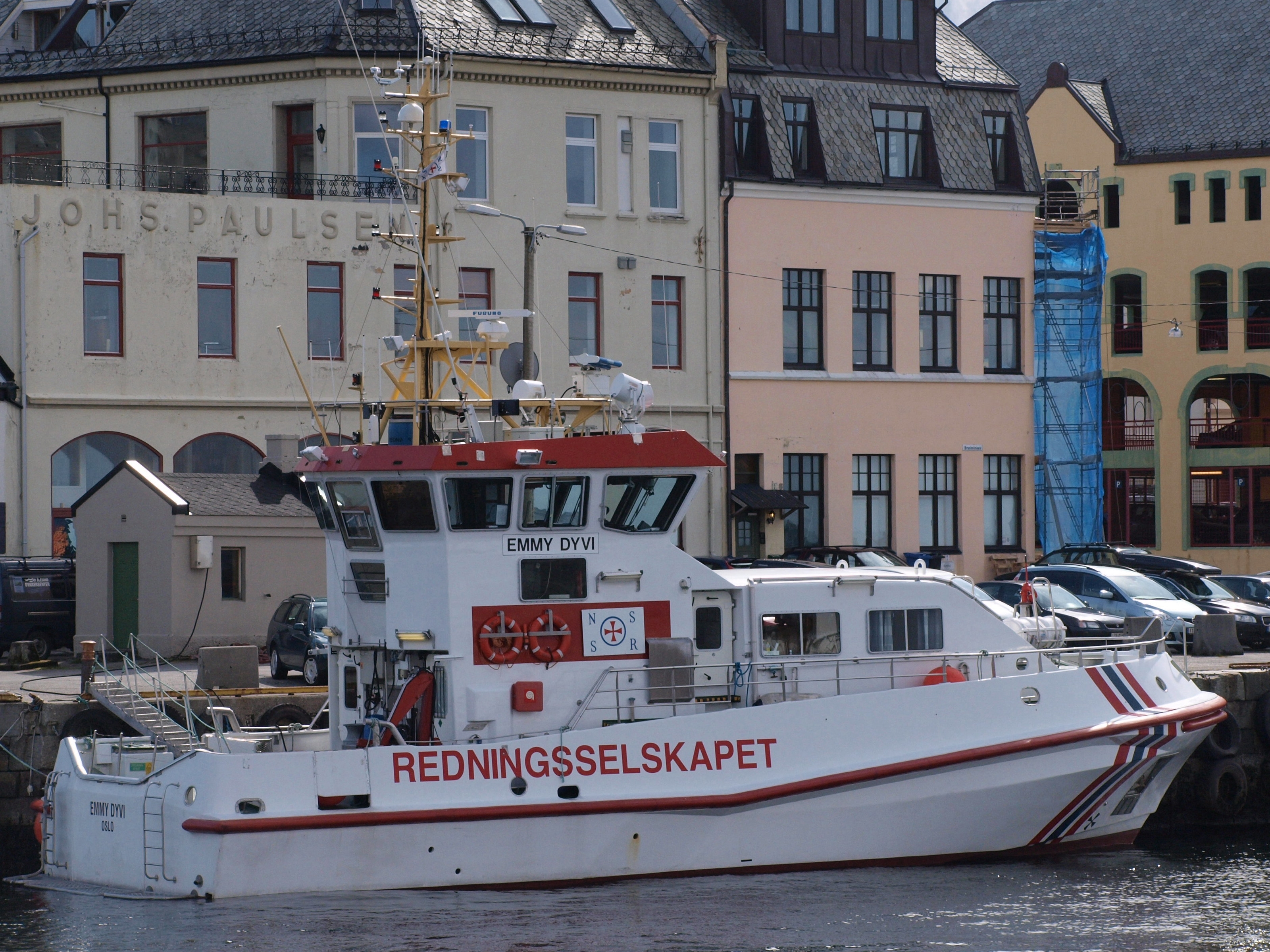
RS 112 «Emmy Dyvi» der Emmy Dyvi-Klasse
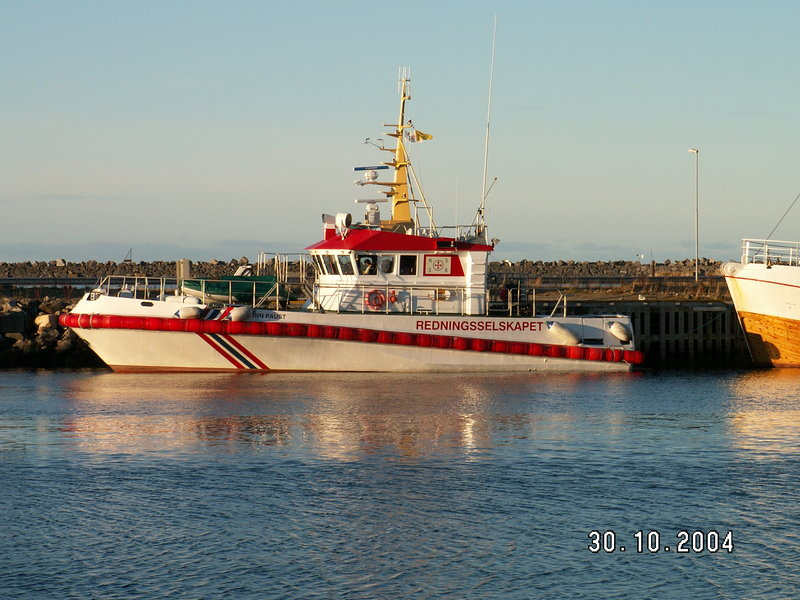
RS 103 «Dagfinn Paust» der Skomvaer-Klasse
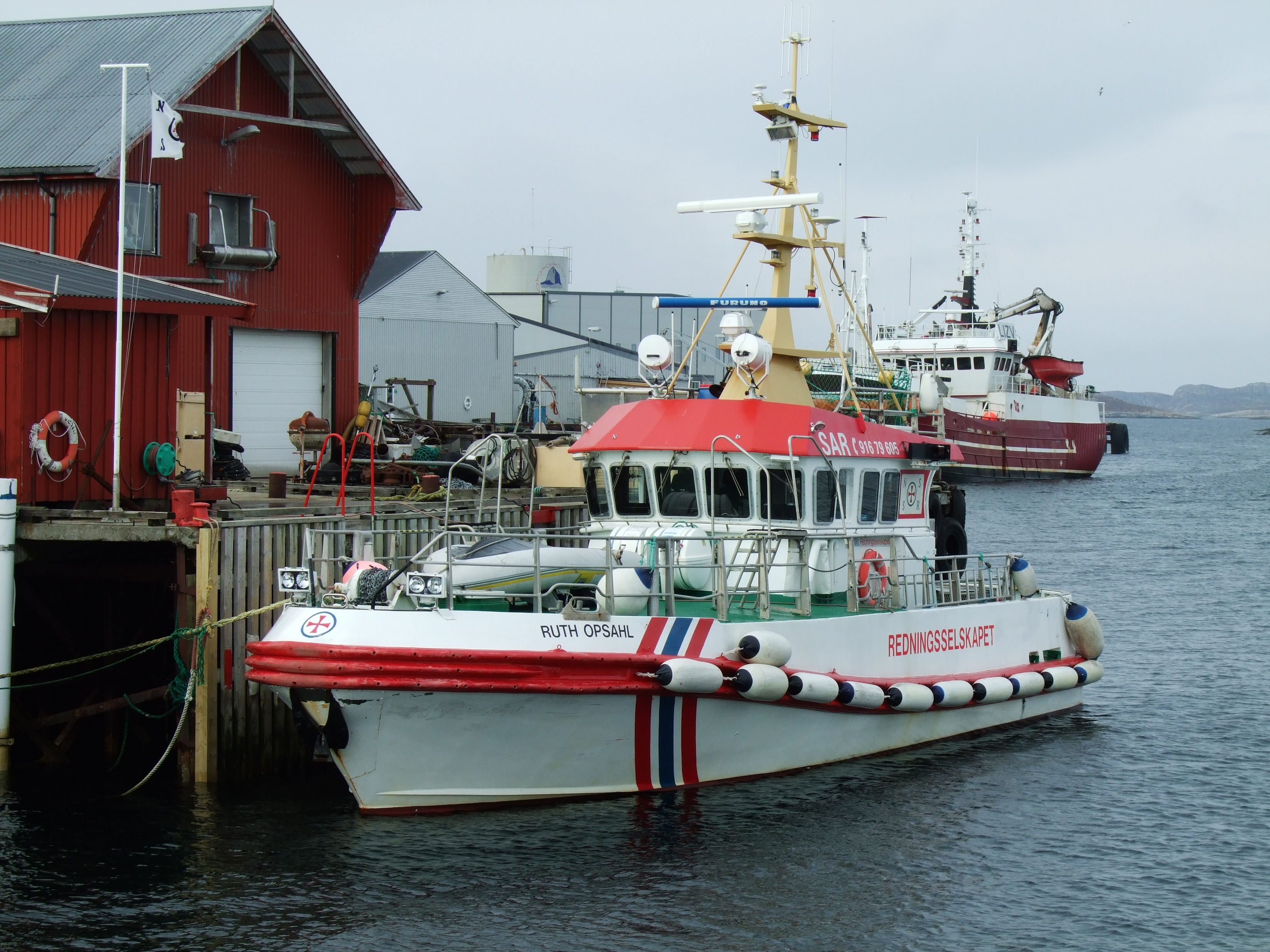
RS 105 «Ruth Opsahl» der Adeler-Klasse

### Die Boote für Freiwillige
Mit der Einrichtung des Freiwilligen Seerettungs-Corp schuf die NSSR für deren Zwecke eigene Bootsklassen mit Längen von 12 bis 13 Meter. Erste Einheit der neuen Simrad-Klasse war im Jahr 2000 RS 120 «Sundt». Diesem 34 Knoten schnellen Typ folgten bis 2009 noch weitere 14 Boote gleicher Bauart. Die nachfolgende Bergesen-Klasse steigerte das Geschwindigkeitsniveau auf über 40 Knoten, das auch bei den neuesten Booten der Staff-Klasse erreicht wird. Als einziger Rettungsboottyp weist die Staff-Klasse einen halboffenen Steuerstand auf, sodass die Besatzung Ohrenschützer tragen muss. Hinter dem Steuerstand auf der Heckplattform  kann ein Jet-Ski mitgeführt werden.
Alle Boote der Freiwilligen sind durch den Jetantrieb für Flachwassereinsätze gut geeignet und besitzen nur einen geringen Tiefgang von 60 bis 80 Zentimeter. Auf den beiden Seen Femunden und Mjøsa besetzen die Freiwilligen jeweils ein Boot. Seit Ende 2019 ist als neuestes Boot RS 170 «Prinsesse Ragnhild» in Dienst, ein Boot der Staff-Klasse.

### Tabelle der Bootsklassen für Freiwillige
| Rettungsboote für Festangestellte – sofort einsatzbereit | Rettungsboote für Festangestellte – sofort einsatzbereit | Rettungsboote für Festangestellte – sofort einsatzbereit | Rettungsboote für Festangestellte – sofort einsatzbereit | Rettungsboote für Festangestellte – sofort einsatzbereit | Rettungsboote für Festangestellte – sofort einsatzbereit | Rettungsboote für Festangestellte – sofort einsatzbereit | Rettungsboote für Festangestellte – sofort einsatzbereit | Rettungsboote für Festangestellte – sofort einsatzbereit | Rettungsboote für Festangestellte – sofort einsatzbereit | Rettungsboote für Festangestellte – sofort einsatzbereit | Rettungsboote für Festangestellte – sofort einsatzbereit | Rettungsboote für Festangestellte – sofort einsatzbereit | Rettungsboote für Festangestellte – sofort einsatzbereit |
| Bootsklasse | Länge                                                    | Breite                                                   | Tief- gang                                               | Bau- mat.                                                | Crew                                                     | i. D. seit                                               | Anz. Motoren ges. Leistung                               | v-max (Antrieb)                                          | Reichweite                                               | Anz. i. D.                                               | Anz. geb.                                                | Anz. Res.                                                | Beiboot                                                  |
| --- | -------------------------------------------------------- | -------------------------------------------------------- | -------------------------------------------------------- | -------------------------------------------------------- | -------------------------------------------------------- | -------------------------------------------------------- | -------------------------------------------------------- | -------------------------------------------------------- | -------------------------------------------------------- | -------------------------------------------------------- | -------------------------------------------------------- | -------------------------------------------------------- | -------------------------------------------------------- |
| Staff | 12,6 m                                                   | 3,90 m                                                   | 0,60 m                                                   | Alu                                                      | 3 FW                                                     | 2016                                                     | 2 → 735 kW                                               | 42 kn (Jet)                                              | 200 sm                                                   | 6                                                        | 6                                                        | 0                                                        | Opt: Jet-Ski                                             |
| Vekteren | 11,2 m                                                   | 3,80 m                                                   | 0,75 m                                                   | Alu                                                      | 3 FW                                                     | 2012                                                     | 2 AB → 440 kW                                            | 45 kn (Jet)                                              | 125 sm                                                   | 1                                                        | 2                                                        | 1                                                        |                                                          |
| Bergesen | 13,9 m                                                   | 4,20 m                                                   | 0,70 m                                                   | FKV                                                      | 3–4 FW                                                   | 2011                                                     | 2 → 735 kW                                               | 42 kn (Jet)                                              | 250 sm                                                   | 8                                                        | 8                                                        | 0                                                        |                                                          |
| Simrad | 12,0 m                                                   | 3,52 m                                                   | 0,70 m                                                   | Alu                                                      | 3–4 FW                                                   | 2000                                                     | 2 → 650 kW                                               | 34 kn (Jet)                                              | 165 sm                                                   | 14                                                       | 15                                                       | 1                                                        |                                                          |
| Stand @ 2019 |                                                          |                                                          |                                                          |                                                          |                                                          |                                                          |                                                          |                                                          |                                                          |                                                          |                                                          |                                                          |                                                          |
| Abkürzungen: m = Meter \|kW = Kilowatt \|kn = Knoten \|sm = Seemeile \|FW = Freiwillige i. D. = in Dienst \|v-max = größte Geschwindigkeit \|geb. = gebaut \|Res. = Reserve |                                                          |                                                          |                                                          |                                                          |                                                          |                                                          |                                                          |                                                          |                                                          |                                                          |                                                          |                                                          |                                                          |

### Bildergalerie FW

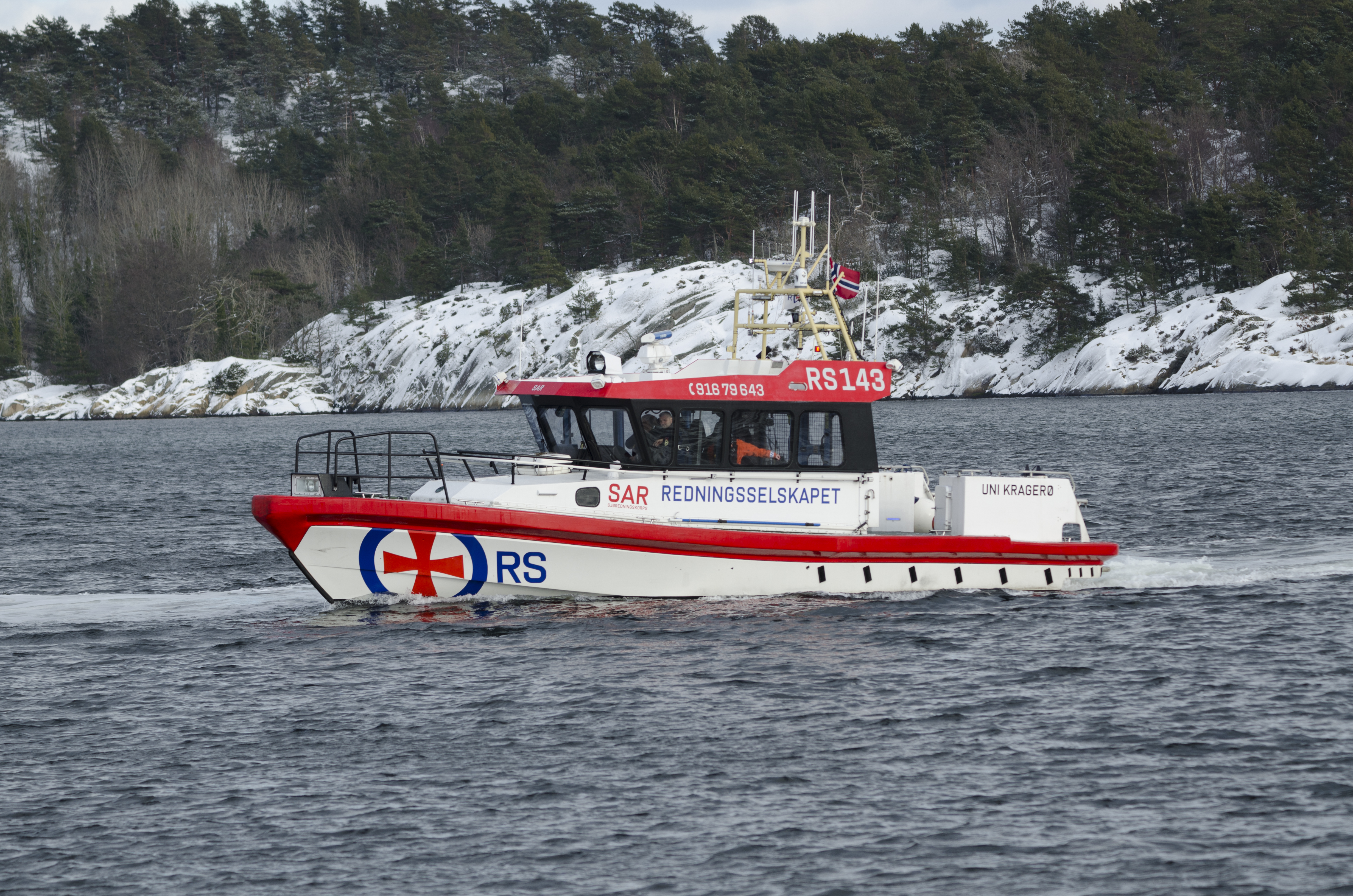
RS 143 «Uni Kragerø» der Bergesen-Klasse
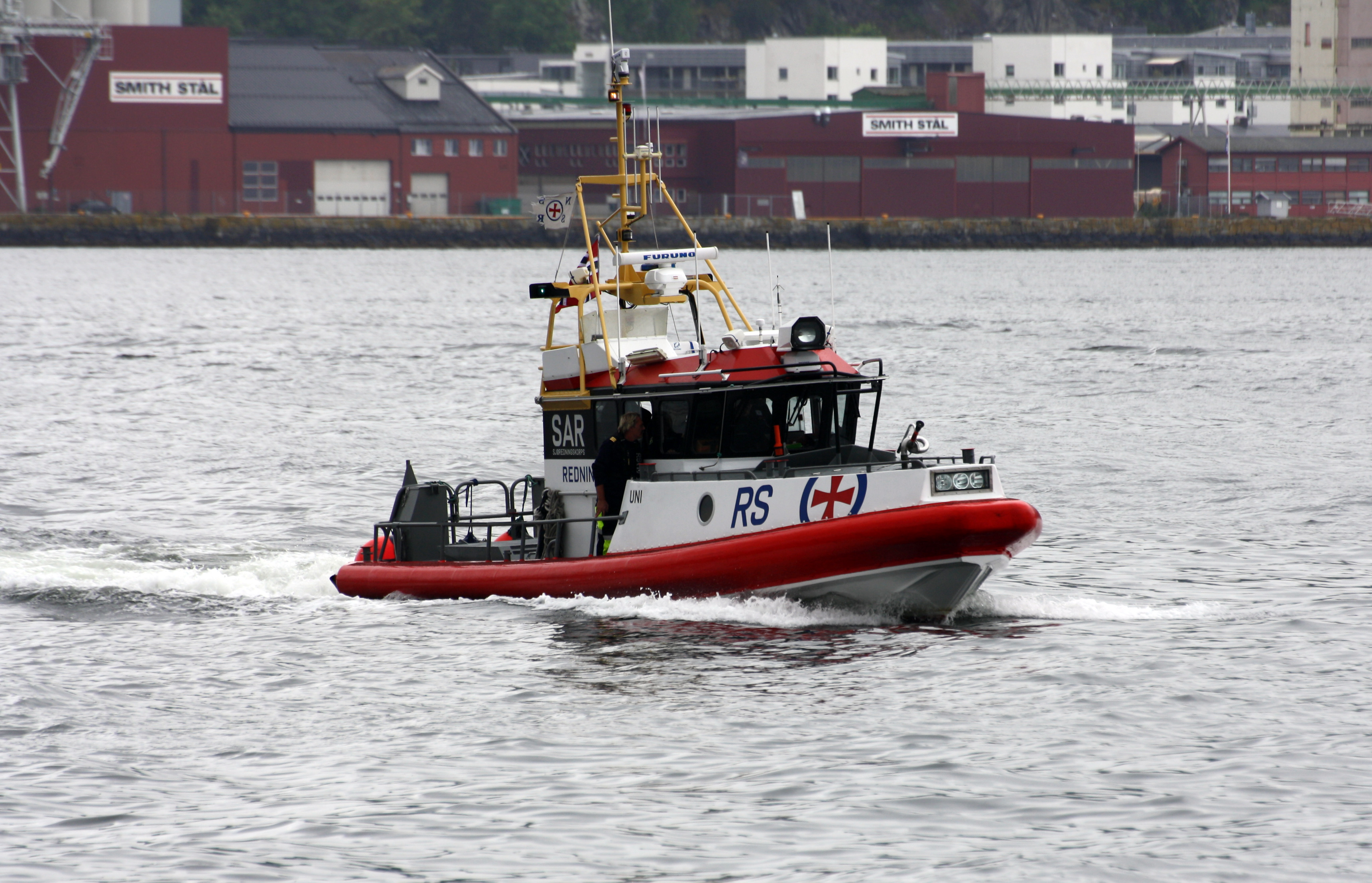
RS 131 «Uni» der Simrad-Klasse
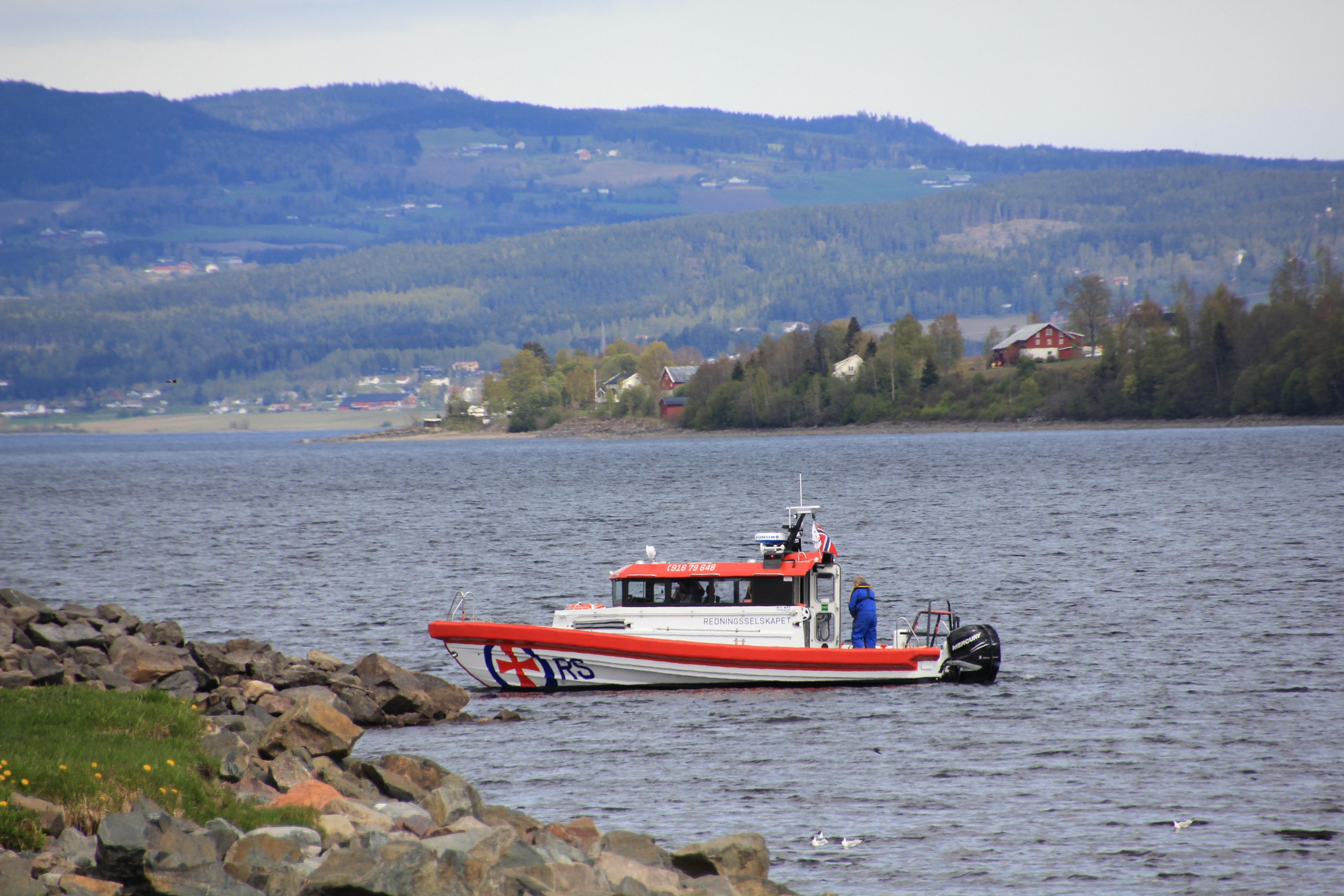
RS 148 «Mjøsvekteren» der Vekteren-Klasse